# Milonice (district de Blansko)
Pour les articles homonymes, voir Milonice.
Milonice (en allemand : Milonitz, précédemment : Millonitz) est une commune du district de Blansko, dans la région de Moravie-du-Sud, en République tchèque. Sa population s'élevait à 172 habitants en 2020.

## Géographie
Milonice se trouve à 6 km à l'ouest de Blansko, à 20 km au nord de Brno et à 173 km au sud-est de Prague.
La commune est limitée par Černá Hora au nord et au nord-est, par Lipůvka au sud-est et au sud, et par Lažany et Újezd u Černé Hory à l'ouest.

## Histoire
La première mention écrite de la localité date de 1358.